# Playa de Los Botes
La playa de Los Botes, también conocida como playa de Las Chalanas, son una serie de pequeñas calas contiguas que se encuentran en el concejo asturiano de Muros de Nalón y pertenece a la localidad de Llodreda. El grado de urbanización y de ocupación son bajos.
Esta playa pertenece a la Costa Central asturiana y presenta protección como ZEPA y como LIC.
Para acceder a la playa hay que localizar lugares más cercanos que den una orientación y que en este caso es la «ruta de los Miradores» donde hay que tomar una desviación estrecha que, aunque está abierta al tráfico, no es aconsejable cogerla ya que no hay ningún lugar donde dar la vuelta así que es mejor ir a pie. Al cabo de ochocientos metros de descenso se llega a una casa que domina las vistas de toda la playa. En un momento del descenso, el camino se bifurca y uno de los ramales está cerrado con una barrera metálica y es este, precisamente, el que hay que coger. Desde la segunda cala contando desde la derecha hacia la izquierda se pueden ver unos grandes acantilados que protegen las playas de Cazonera y L'Atalaya. Durante la bajamar se une con las Llanas colindante por el oeste.
En las zonas próximas está la «senda costera» que va desde San Esteban de Pravia hasta los Miradores de El Aguilar. Las actividades recomendadas son la pesca submarina y la deportiva a caña. Hay que tomar precauciones a la hora en la que se empieza a producir la pleamar ya que se podría quedar atrapado sin mayor posibilidad de salida que por el mar.